# Noi siamo l'onda
Noi siamo l'onda (Wir sind die Welle) è una serie televisiva tedesca, parzialmente basata sul romanzo del 1981 L'onda di Todd Strasser. La serie è stata pubblicata il 1º novembre 2019 sulla piattaforma di video-on-demand Netflix.

## Trama
La serie si sviluppa nella città immaginaria di Meppersfeld in Germania, e racconta la storia di un gruppo di giovani che decide di intervenire concretamente su delle tematiche sociali.
Lea, studentessa al liceo classico e figlia di genitori benestanti, è annoiata e frustrata dalla sua vita. Dubita del piano di vita in serbo per lei dai suoi genitori, che si definiscono cosmopoliti e ambientalisti. Quando Tristan, detenuto al carcere minorile, arriva in città, Lea cambia interessi, e si unisce al nuovo gruppo assieme a Zazie, Rahim e Hagen. Tristan utilizza con abilità le circostanze specifiche di ogni membro per impegnarli in una lotta comune contro abusi e ingiustizie. Rahim e la sua famiglia, per esempio, sono stati ripetutamente vittime di attacchi razzisti da parte dei neonazisti per via delle loro origini libanesi. La famiglia rischia anche di perdere l'appartamento, poiché un investitore vuole rinnovare l'edificio e renderlo una pensione di lusso. La famiglia di Hagen ha perso la sua stabilità economica dopo che i fanghi di scarto di una cartiera locale hanno contaminato i campi degli agricoltori, rendendoli incoltivabili. Zazie è vittima di bullismo da parte dei compagni di classe e si sente oppressa dagli stereotipi di genere sessisti a cui non corrisponde. Dopo una breve esitazione, Lea si unisce al gruppo, che si incontra nel pomeriggio in una fabbrica abbandonata per pianificare i prossimi passi.
Guidate da Tristan, le azioni del gruppo, denominato “L'Onda”, diventano sempre più radicali e rischiose: ciò che inizia come una rivolta idealistica e giocosa contro il potere ottiene presto un suo slancio minaccioso. Centrale è il conflitto tra Lea, credente nelle forme pacifiche di protesta e resistenza, e Tristan, che pensa che l'ottimismo di Lea sia ingenuo e resista con veemenza aprendo il gruppo ad altri membri.
Nel corso della storia, diventa chiaro che il motivo per il quale Tristan ha fondato il gruppo è personale, e sta pianificando da tempo un attacco terroristico contro un grande produttore di armi (sua madre è stata uccisa durante un'operazione di aiuto in Africa da soldati che sono entrati in possesso di armi tedesche attraverso esportazioni illegali di armi). L'attacco terroristico di Tristan viene però prevenuto da Lea, che organizza un'occupazione della fabbrica attirando l'attenzione dei mezzi di comunicazione di massa, svela loro le azioni illegali dell'azienda, ottenendo un risultato notevole.

## Episodi
| Stagione       | Episodi | Pubblicazione Germania | Pubblicazione Italia |
| -------------- | ------- | ---------------------- | -------------------- |
| Prima stagione | 6       | 2019                   | 2019                 |

## Personaggi e interpreti

### Personaggi principali
- Lea Herst (stagioni 1-in corso), interpretata da Luise Befort.
 Figlia di genitori benestanti, ha una routine giornaliera fissa. Con la partecipazione al gruppo, la sua vita cambia radicalmente, scatenando l'ira dei suoi genitori. È uno dei cinque membri dell'Onda.
- Tristan Broch (stagioni 1-in corso), interpretato da Ludwig Simon.
 Figlio di un ambasciatore, sua madre è stata uccisa da un colpo di pistola. Per vendicarsi, finisce in un carcere minorile, dove guadagna il permesso di uscire durante la giornata per andare a scuola e diplomarsi. Grazie a lui, si forma il gruppo dell'Onda. Dopo il diploma, è stato scarcerato.
- Zazie Elsner (stagioni 1-in corso), interpretata da Michelle Barthel.
 Bullizzata sin da piccola, decide di imparare l'autodifesa grazie al consiglio di Tristan. È uno dei cinque membri dell'Onda.
- Hagen Lemmart (stagioni 1-in corso), interpretato da Daniel Friedl.
 Figlio di agricoltori, la loro fattoria è fallita per colpa di una cartiera che ha inquinato il terreno, rendendolo inutilizzabile.  È uno dei cinque membri dell'Onda.
- Rahim Hadad (stagioni 1-in corso), interpretato da Mohamed Issa.
 Di origini libanesi, insieme ai genitori abita in un complesso dove verrà costruita una pensione di lusso; la famiglia verrà sfrattata. È uno dei cinque membri dell'Onda.

### Personaggi secondari
- Sophie (stagioni 1-in corso), interpretata da Milena Tscharntke.
- Lasse (stagioni 1-in corso), interpretato da Leon Seidel.
- Marvin (stagioni 1-in corso), interpretato da Bela Lenz.
- Paul Serner (stagioni 1-in corso), interpretato da Robert Schupp.
- Horst Berndt (stagioni 1-in corso), interpretato da Stephan Grossmann.
- Kim (stagioni 1-in corso), interpretata da Kristin Hunold.
- Paula (stagioni 1-in corso), interpretata da Sarah Mahita.
- Rike Herst (stagioni 1-in corso), interpretata da Bianca Hein.
- Andreas Herst (stagioni 1-in corso), interpretato da Christian Erdmann.
- Annette Lemmart (stagioni 1-in corso), interpretata da Nicole Johannhanwahr.

## Produzione
Il 18 aprile 2018, Netflix ha annunciato la serie, che a quel tempo ancora era intitolata L'onda, durante l'evento See What's Next a Roma. Le riprese della prima stagione sono durate dall'11 febbraio al 26 maggio 2019 e si sono svolte in diverse città della Renania Settentrionale-Westfalia, tra cui Colonia, Hürth, Leverkusen, Düren, Euskirchen, Neuss, Wuppertal, Solingen, Gelsenkirchen, Remagen, Bonn e Hagen. Le scene nella cartiera sono state girate a Neuss, presso lo stabile FS Karton.
La serie è prodotta dalla Rat Pack Filmproduktion in collaborazione con Sony Pictures Film and Television Production ed è prodotta da Christian Becker, dai produttori esecutivi Dennis Gansel, Jan Berger e Peter Thorwarth, e dai produttori Amara Palacios ed Eva Gerstenberg. Le sceneggiature sono di Ipek Zübert, Kai Hafemeister e Thorsten Wettcke sotto la supervisione di Jan Berger. Le puntate sono dirette da Anca Miruna Lăzărescu e Mark Monheim.

## Accoglienza

### Critica
Sull'aggregatore di recensioni Rotten Tomatoes, la prima stagione della serie ha ricevuto un punteggio di approvazione pari al 71% basato su 42 critiche. A seguito della pubblicazione del trailer, sono nate delle polemiche sostenenti che la serie potesse glorificare il radicalismo di sinistra. Tuttavia, secondo il giornale tedesco Süddeutsche Zeitung, tali accuse sono infondate, dato che in più momenti i protagonisti si chiedono cosa stiano facendo.
La risposta della stampa a seguito della pubblicazione della serie è stata mista. Deutschlandfunk considera la serie come una «produzione politicamente rinfrescante, riuscita molto meglio rispetto ad altre produzioni tedesche di Netflix»; MDR Fernsehen definisce Noi siamo l'onda come una «serie originale e raccontata in modo eccitante, che presenta molti più personaggi femminili rispetto al film del cinema». Torsten Wahl del Berliner Zeitung scrisse: «drammaturgicamente, autori e registi hanno fatto tutto bene: il dramma e la frenesia aumentano, spinti da suoni elettronici pulsanti, di momento in momento, perché le azioni stanno diventando sempre più rischiose», e che il finale lascia molti spunti per una seconda stagione. Sophia Zessnik della rivista Ze.tt, appartenente al gruppo editoriale di Die Zeit, ha elogiato l'attualità della serie, dicendo che come spettatore «sono contenta che almeno una parte dell'onda capisca quanto il radicalismo non abbia successo e confida invece nella protesta pacifica delle masse. La trama non solo acquisisce profondità, ma ci dà anche la possibilità di arricchire le lezioni scolastiche»; il quotidiano statunitense The New York Times ha riassunto dicendo che la serie «affronta le tensioni e le relazioni fratturate all'interno del gruppo, ma osserva anche cosa succede quando un'onda diventa uno "tsunami" e il gruppo perde il controllo sulla direzione che prende».
In opposizione, il quotidiano Frankfurter Allgemeine Zeitung ha descritto le azioni dell'Onda come «prive di una sottostruttura teorica» e mancanza di profondità, tranne per l'osservazione iniziale “tutti avete avuto abbastanza tempo - e lo avete sprecato”. Markus Trutt del portale Filmstarts ha chiarito, affermando che la serie si distacca dal romanzo originale scritto da Todd Strasser: difatti, il movimento dell'Onda non nasce a seguito di un progetto scolastico, ma dall'impulso dei giovani di ribellarsi. La conclusione finale descrive la serie come «piatta», affermando inoltre che  «la mancanza di sostanza e l'elaborazione eccessiva di argomenti che sono così rilevanti dissipano rapidamente l'effetto del materiale promettente». Thomas Kingenmaier di Stuttgarter Nachrichten ha affermato che la serie «manca di slancio e determinazione»; un'opinione simile è stata data dalla guida di programmi TV Spielfilm, la quale ha espresso un'opinione negativa dichiarando che la serie è «un'implementazione spettacolare di una grande idea», ma che dal quarto episodio «non solo l'Onda è sfuggita di mano, ma anche la serie».
Boris T. Kaiser del settimanale conservatore di destra Junge Freiheit ha considerato la serie come una «propaganda verde-di sinistra», affermando inoltre che «se va contro i nazisti, tutto è permesso». La rivista politica eigentümlich frei, politicamente appartenente alla destra ma vicina alla nuova destra, ha criticato in maniera singolare la serie, definendola «una romanticizzazione kitsch del terrorismo di sinistra», e ha denominato il gruppo dell'Onda un «Netflix-NSU ambientalista».

### Riconoscimenti
- Premio Adolf Grimme
  - 2020 – Candidatura[20]